# Renaissance (literair tijdschrift)
Renaissance was een Nederlandstalig driemaandelijk verschijnend literair tijdschrift dat op 21 februari 1997 in Vlaardingen voor het eerst werd uitgegeven.
Look J. Boden richtte op 18 oktober 1996 literair tijdschrift Renaissance op, met de bedoeling een 'papieren platform' te maken voor met name amateurschrijvers van  gedichten en korte  verhalen. De eerste uitgaven laten zien dat de redactionele invulling met name wordt gedragen door de vaste schrijvers van het blad: Steven Verhelst, Erik Eldor Koudijs en John Blad.
In de loop van de jaren kreeg het tijdschrift meer voet aan de grond in literair Nederland, waardoor meer amateurschrijvers konden publiceren. Sommige daarvan werden professioneel schrijver. Het tijdschrift heeft ook werk gepubliceerd van Alex Boogers, Ernest van der Kwast, Hans Dorrestijn, Lévi Weemoedt, Jana Beranová en Daniël Dee, waarvan de laatste twee later stadsdichter van Rotterdam werden.
Bijzondere uitgaven waren nummer 13 (waarin alle pagina's met 13 genummerd waren) en nummer 18, dat in het teken stond van Rotterdam als Europese Culturele Hoofdstad (2001).
Op 30 november 2000 richtte Boden de Stichting Renaissance op, die voortaan de uitgave van het tijdschrift ging verzorgen. Na zijn vertrek als bestuursvoorzitter op 18 oktober 2002 werd de redactie van het tijdschrift nog enige tijd verzorgd door onder anderen Benne van der Velde, Sander Groen en Gino Morelli, tevens leden van kunstcollectief Het Ongeboren Idee. Met de uitgave van nummer 27 in december 2003 viel definitief het doek.